# Гай Кассий Лонгин (консул 124 года до н. э.)
Гай Ка́ссий Лонги́н (лат. Gaius Cassius Longinus; умер после 124 года до н. э.) — древнеримский военачальник и политический деятель из плебейского рода Кассиев, консул 124 года до н. э.

## Биография
Гай Кассий принадлежал к относительно незнатному плебейскому роду; вероятно, он был сыном консула 171 года до н. э., носившего такое же имя. Учитывая требования закона Виллия, установившего определённые временные промежутки между высшими магистратурами, Гай Кассий должен был не позже 127 года до н. э. занимать должность претора. В 124 году до н. э. он был консулом вместе с ещё одним плебеем, Гаем Секстием Кальвином. В этом качестве Лонгин выступил на защиту города Массилия, который осадил вождь галльского племени арвернов Битуит, но разбить противника не смог. 
После этого Гай Кассий уже не упоминается в сохранившихся источниках.